# 第一次也門戰爭
第一次葉門戰爭是1972年間阿拉伯也门共和国（北葉門）及也门民主人民共和国（南葉門）短暫爆發的武裝衝突。